# 張家祥 (1994年)
張家祥（1994年1月22日—），暱稱Ricky。畢業於輔英科技大學營養系學士及醫事技術科副學士。

## 個人背景
張家祥在2022年向交往6年的女友白姐求婚，但白姐於2023年11月30日Instagram表示，男方在求婚後要求開放式關係，婚後想過三妻四妾的生活。最終倆人因口角分手，男方還將公司和財產全都拿走。張家祥則在Facebook回應，2023年初女方提出倆人在婚前應該要各自保有和異性交往的機會，類似開放式關係的狀態，溝通之後仍無結論就先暫緩。之後就發現女方和洋男的曖昧對話，以及洋男下跪向女方求婚影片，並於文章中公開倆人在旅館的定位截圖。不只感情出問題，女方也會在工作上設下各種束縛。張家祥承認對女方動手，但對方也反擊20個巴掌。女方在同年12月2日發文提出6點聲明，還原倆人交往七年以來的各種衝突，並提到2023年4月在男方工作室兩人爆發衝突的過程，但否認呼巴掌，文章中附上手腳上瘀青傷照，表示手上還有其他證據會對男方提出告訴。

## 生平
遠東百貨在2015年8月26日舉辦「引領潮流‧真型男」選拔，高雄大遠百初賽有10多人參加，最終由張家祥勝出。
鴻海教育基金會於2020年10月22日邀請張家祥演講第二場「遇見未來」職業探索計畫，地點在臺中市立大安國民中學。

## 著作
- 張家祥; 陳怡安. . 三采文化. 2019-09-27  [2023-12-08]. ISBN 9789576582295. （原始内容存档于2023-12-08） （中文）.
- 張家祥. . 三采文化. 2020-07-03  [2023-12-08]. ISBN 9789576583605. （原始内容存档于2023-12-08） （中文）.

## 外部連結
- 官方网站
- 張家祥的Facebook專頁
- 張家祥的Instagram帳戶
- YouTube上的張家祥頻道